# 罗伊·哈里斯
罗伊·埃尔斯沃思·哈里斯（英語：Roy Ellsworth Harris，1898年2月12日—1979年10月1日），美国作曲家，音乐教育家。出生于一个凯尔特裔农民家庭，后随父母移居加利福尼亚。1919年进入加州大学伯克利分校学经济，但后来接受了布利斯的指导，并赴巴黎从娜迪亚·布朗热学习作曲，回国后在朱利亚德音乐学院等地任教。哈里斯被誉为“美国的雅纳切克”，他为数众多的交响曲音乐风格粗犷朴实，大量采用美国民间音乐，通俗易懂，富于活力，以第三交响曲最为著名。他的室内乐创作也有一定影响。另外，哈里斯还对政治历史题材兴趣很高，写了许多与美国内战和二战有关的音乐作品。